# Estación de Araya
Araya (en euskera Araia) es una estación ferroviaria situada en el municipio español homónimo en la provincia de Álava, comunidad autónoma del País Vasco. Cuenta con servicios de Media Distancia. Cumple también funciones logísticas.

## Situación ferroviaria
La estación se encuentra en el punto kilométrico 523,685 de la línea férrea de ancho convencional que une Madrid con Hendaya a 581,49 metros de altitud. El tramo es de vía doble y está electrificado. Es necesario precisar que, en realidad, la estación se encuentra en las inmediaciones (a unos 500 metros) del pueblo de Albéniz. El pueblo de Araya, que es la capital del municipio de Aspárrena, se encuentra a unos 2 kilómetros de distancia. Los viajeros suelen confundir la pequeña aldea de Albéniz con la población, de mayor tamaño, de Araya, que no se divisa desde la estación.

## Historia
La estación fue inaugurada entre 1860 y 1864 con la puesta en marcha del tramo Alsasua (Olazagoitia) – Vitoria de la línea radial Madrid-Hendaya. Su explotación inicial quedó a cargo de la Compañía de los Caminos de Hierro del Norte de España quien mantuvo su titularidad hasta que en 1941 fue nacionalizada e integrada en la recién creada RENFE.
Desde el 31 de diciembre de 2004 Renfe Operadora explota la línea mientras que Adif es la titular de las instalaciones ferroviarias.

## La estación
Como otras estaciones de este tramo el edificio para viajeros ha sido reconstruido en la década de los 80 y sustituido por una estructura de dos plantas, de corte funcional que incluye una zona de viviendas en su planta superior. Cuenta con cuatro vías pasantes con acceso al andén lateral y al andén central y con dos vías muertas. 

## Servicios ferroviarios

### Media Distancia
La estación dispone de amplias conexiones de media distancia que permiten viajar a destinos como Irún, Miranda de Ebro, Vitoria, Zaragoza o incluso Madrid. 
| Línea MD | Trenes | Origen/Destino    |  | Destino/Origen                 |
| -------- | ------ | ----------------- |  | ------------------------------ |
| 25       | MD     | Irún              |  | Vitoria Madrid-Chamartín       |
| 26       | RE     | Zaragoza Pamplona |  | Burgos Vitoria Miranda de Ebro |